# Chaetodon aureofasciatus
Chaetodon aureofasciatus е вид бодлоперка от семейство Chaetodontidae. Видът не е застрашен от изчезване.

## Разпространение и местообитание
Разпространен е в Австралия (Лорд Хау), Индонезия и Папуа Нова Гвинея.
Обитава крайбрежията на сладководни и полусолени басейни, морета и рифове в райони с тропически климат. Среща се на дълбочина от 0,5 до 15 m, при температура на водата от 25,1 до 26,8 °C и соленост 35 – 35,2 ‰.

## Описание
На дължина достигат до 12,5 cm.
Популацията на вида е стабилна.